# شونگاو، بایرن
شهر شونگاو، بایرن (به آلمانی: Schongau, Bavaria) در ایالت بایرن در کشور آلمان واقع شده‌است.

## جستارهای وابسته

Schongau - شونگاو، بایرن
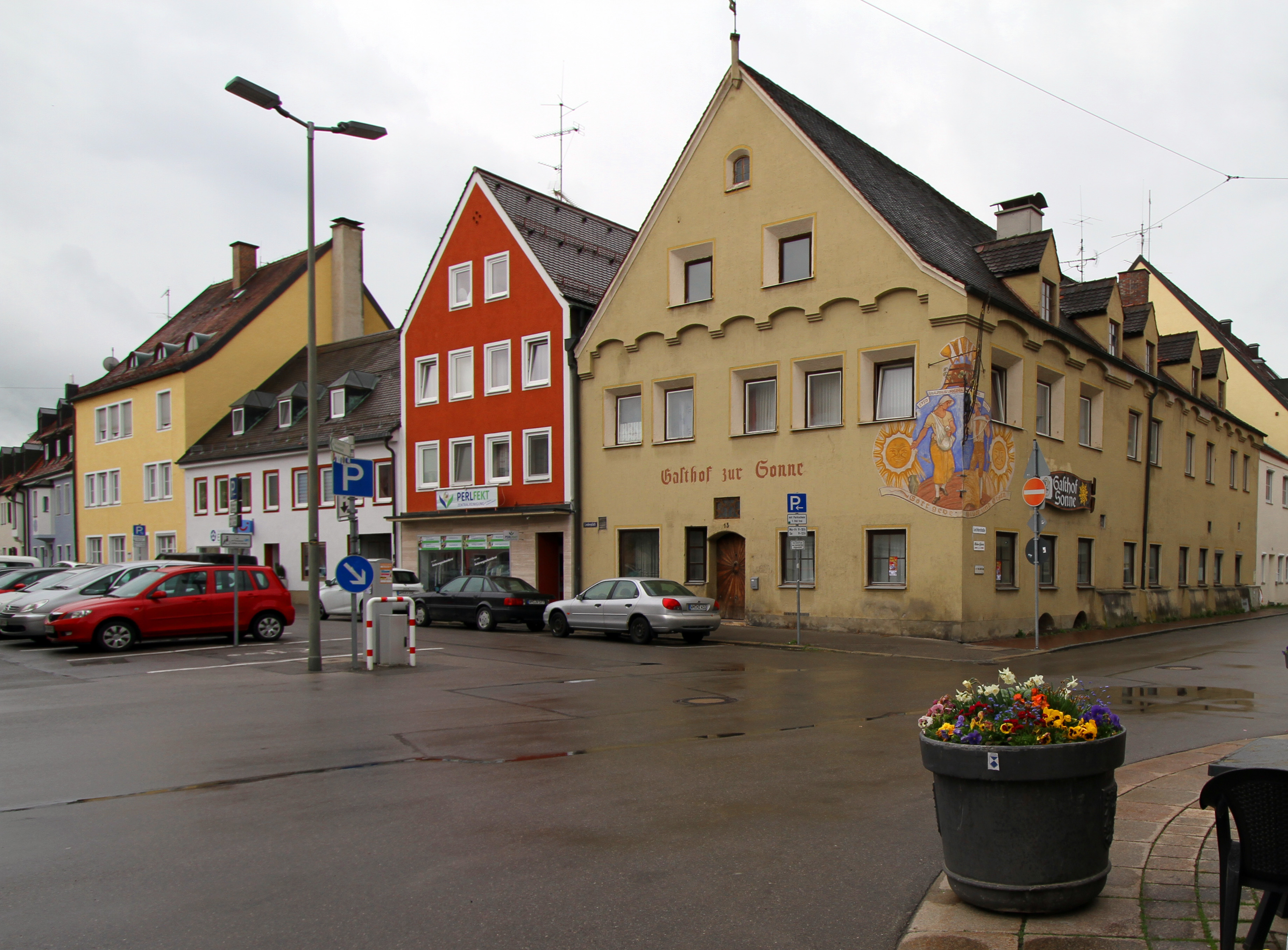
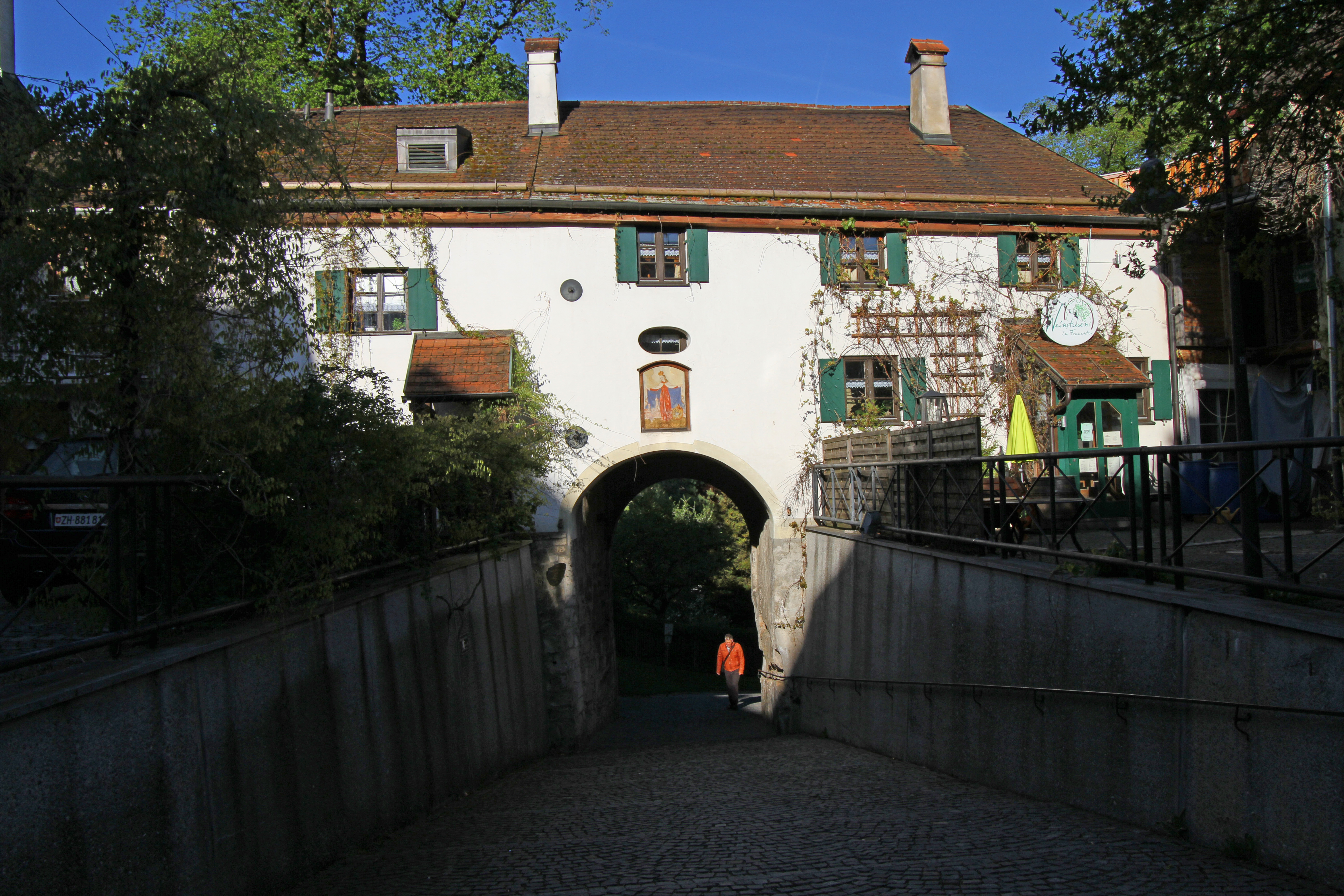
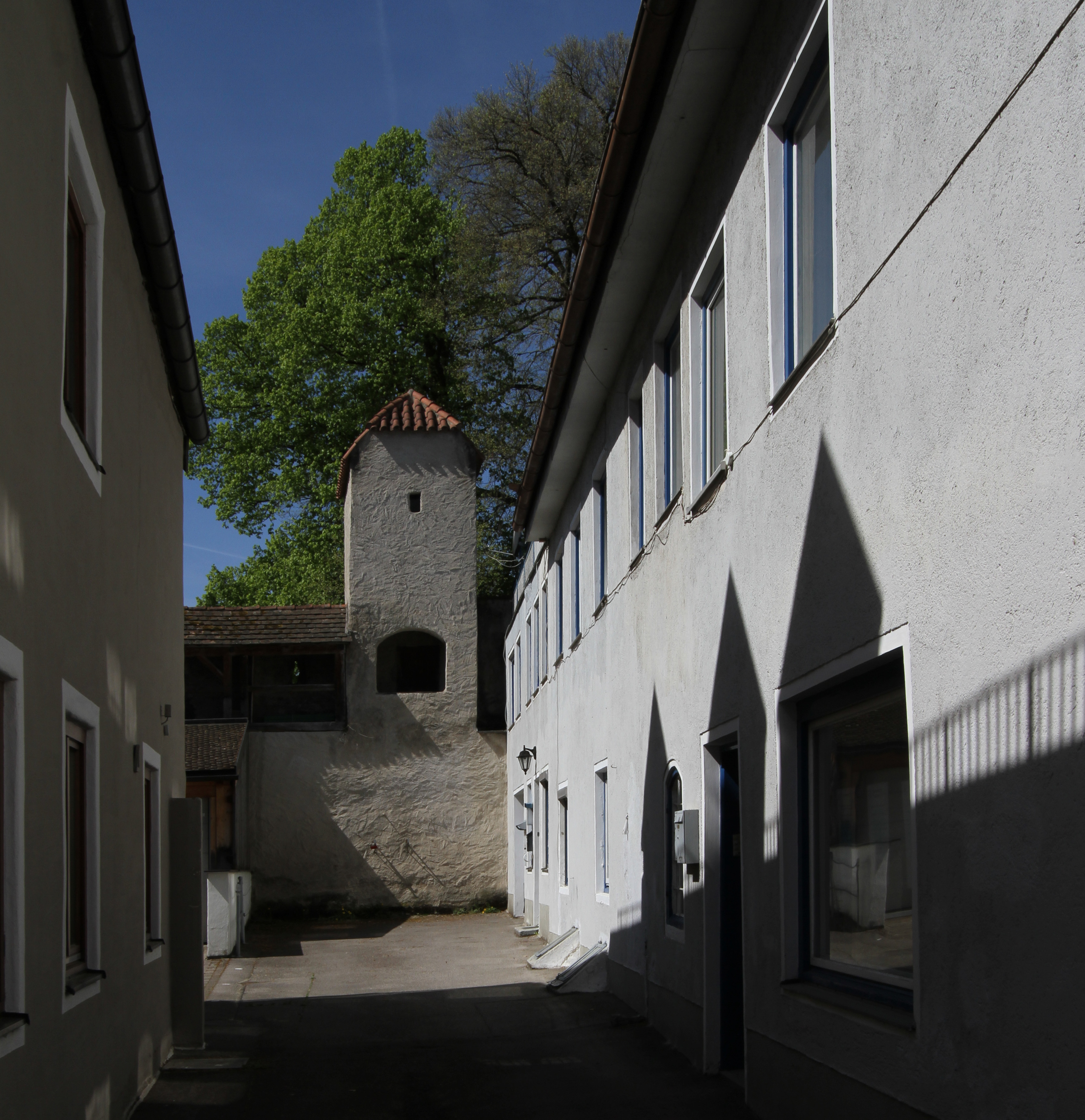
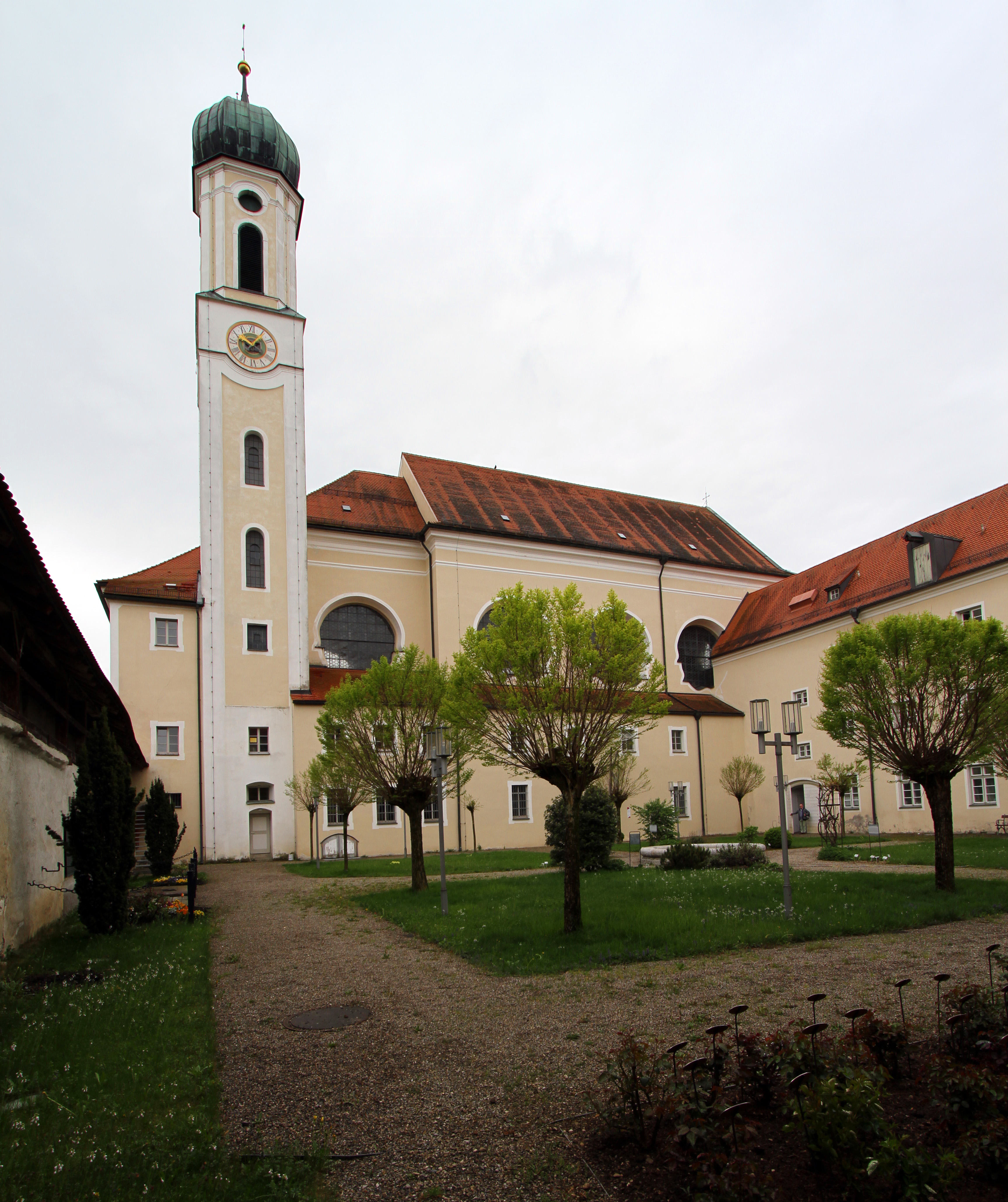
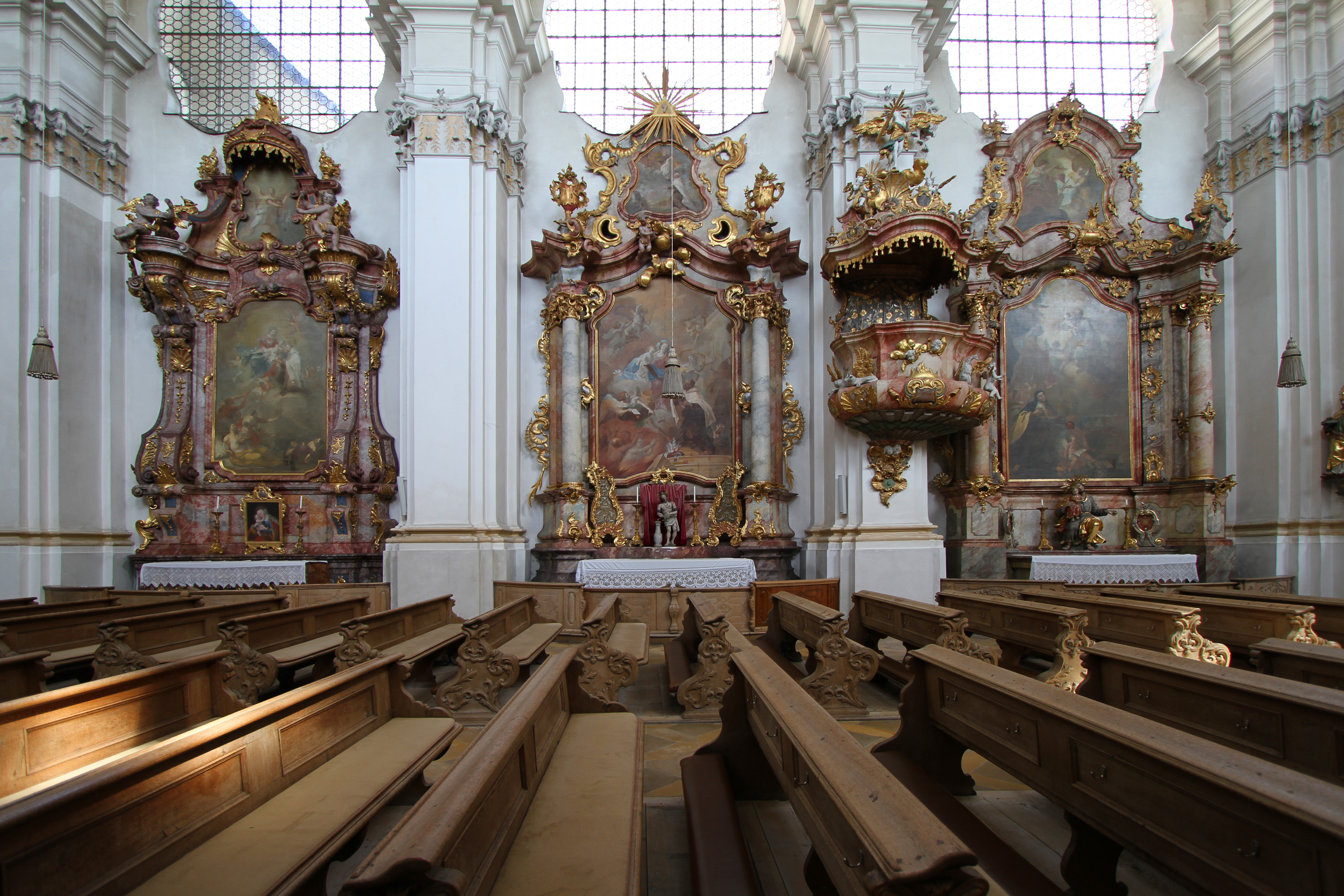
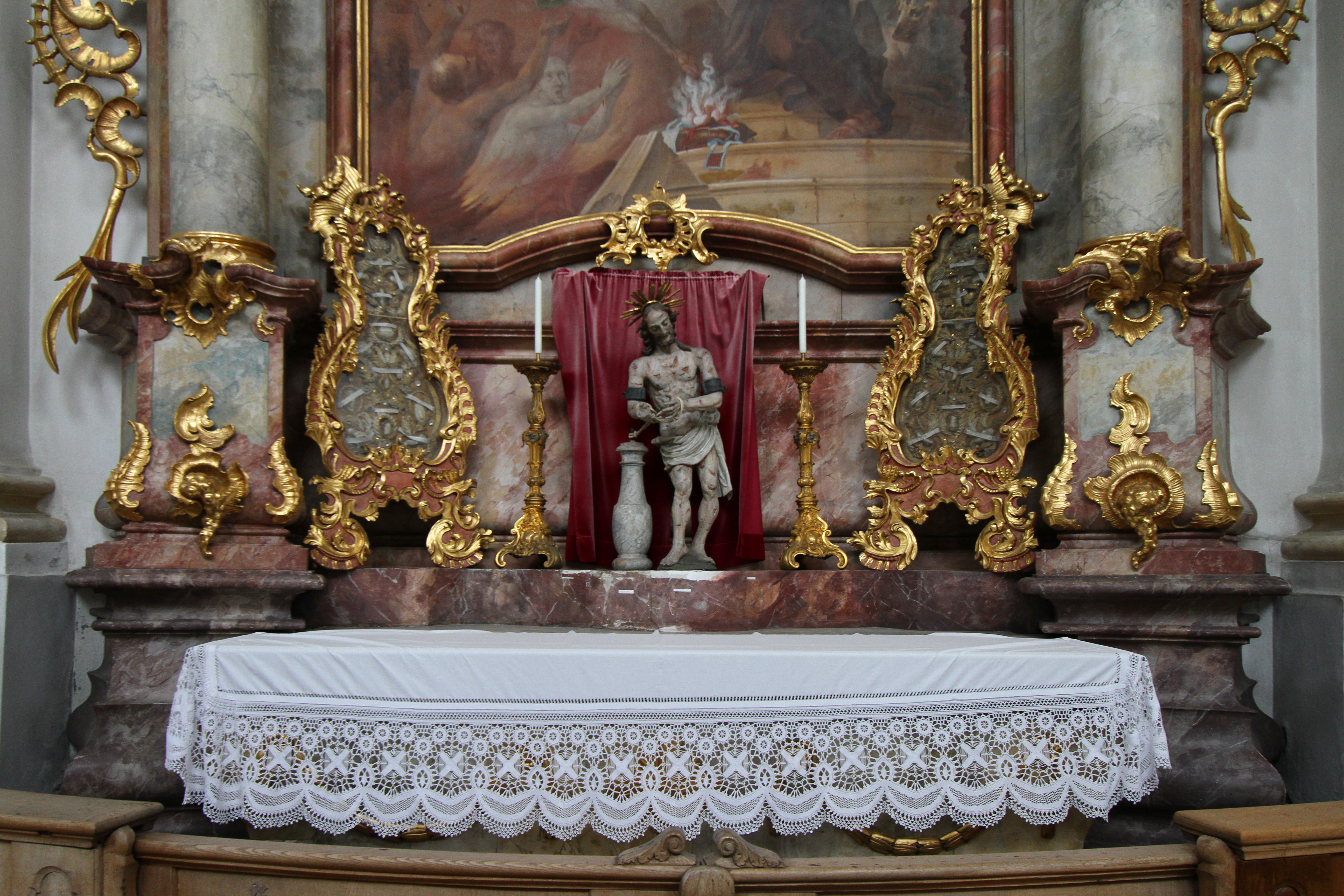
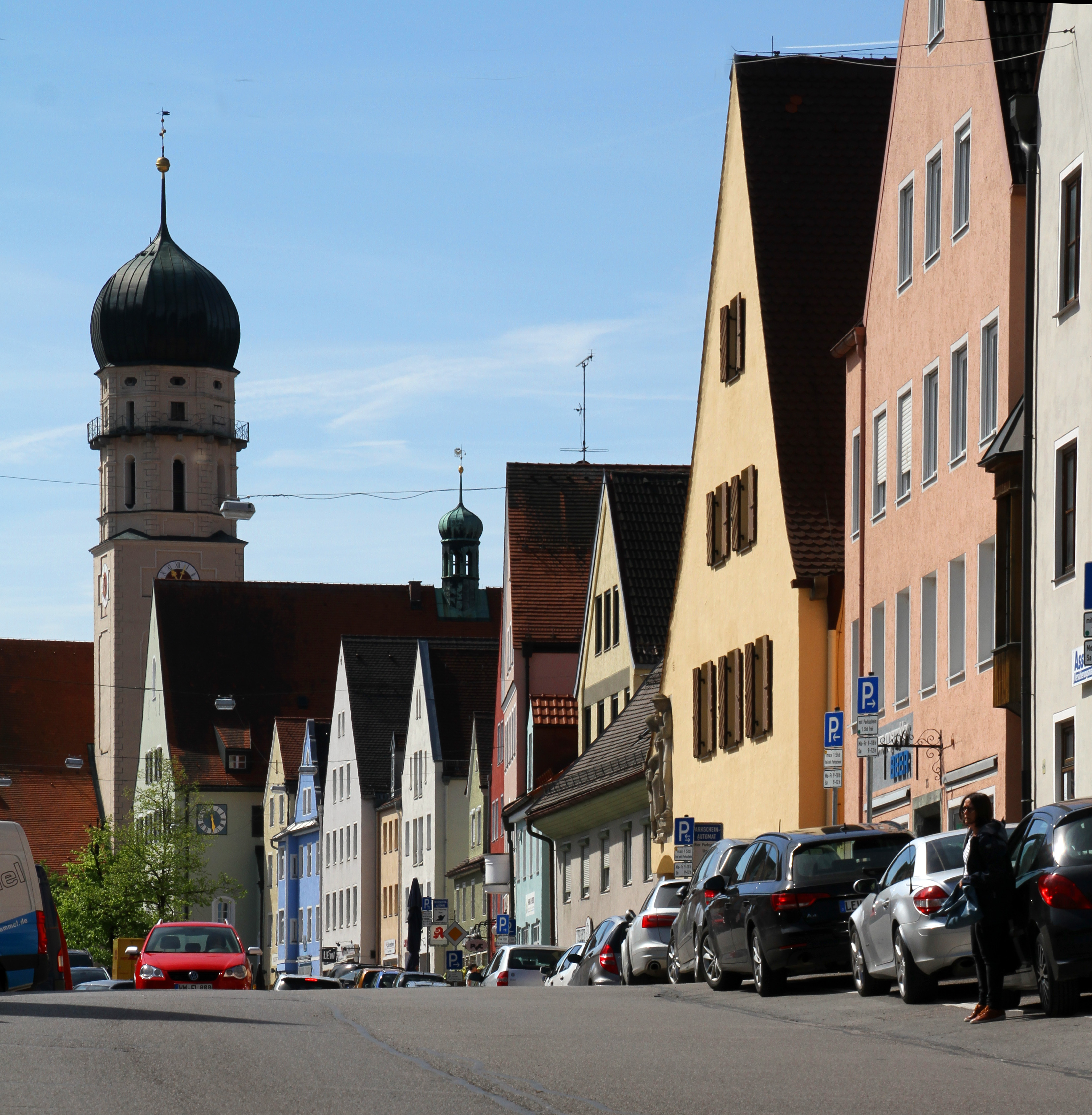
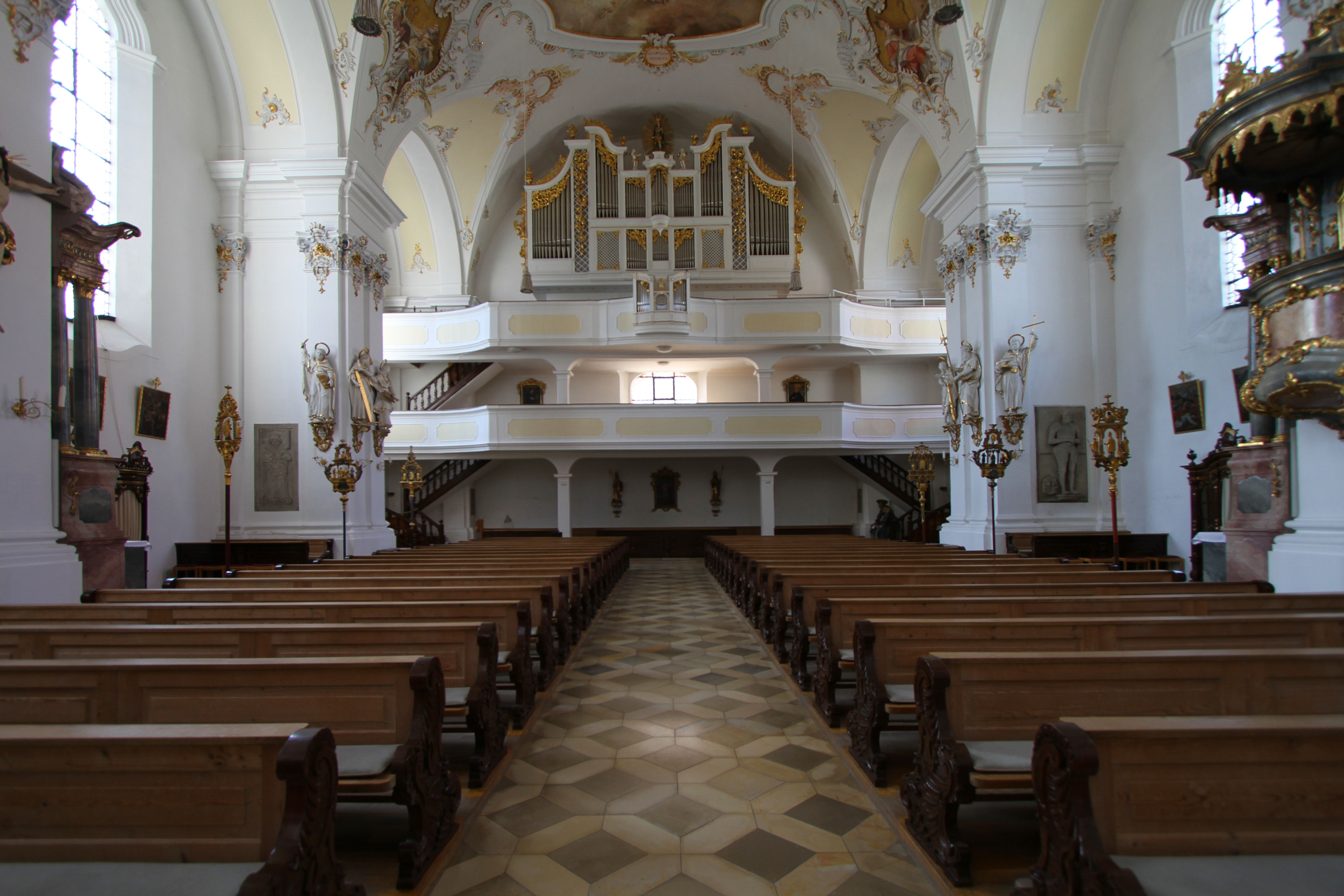
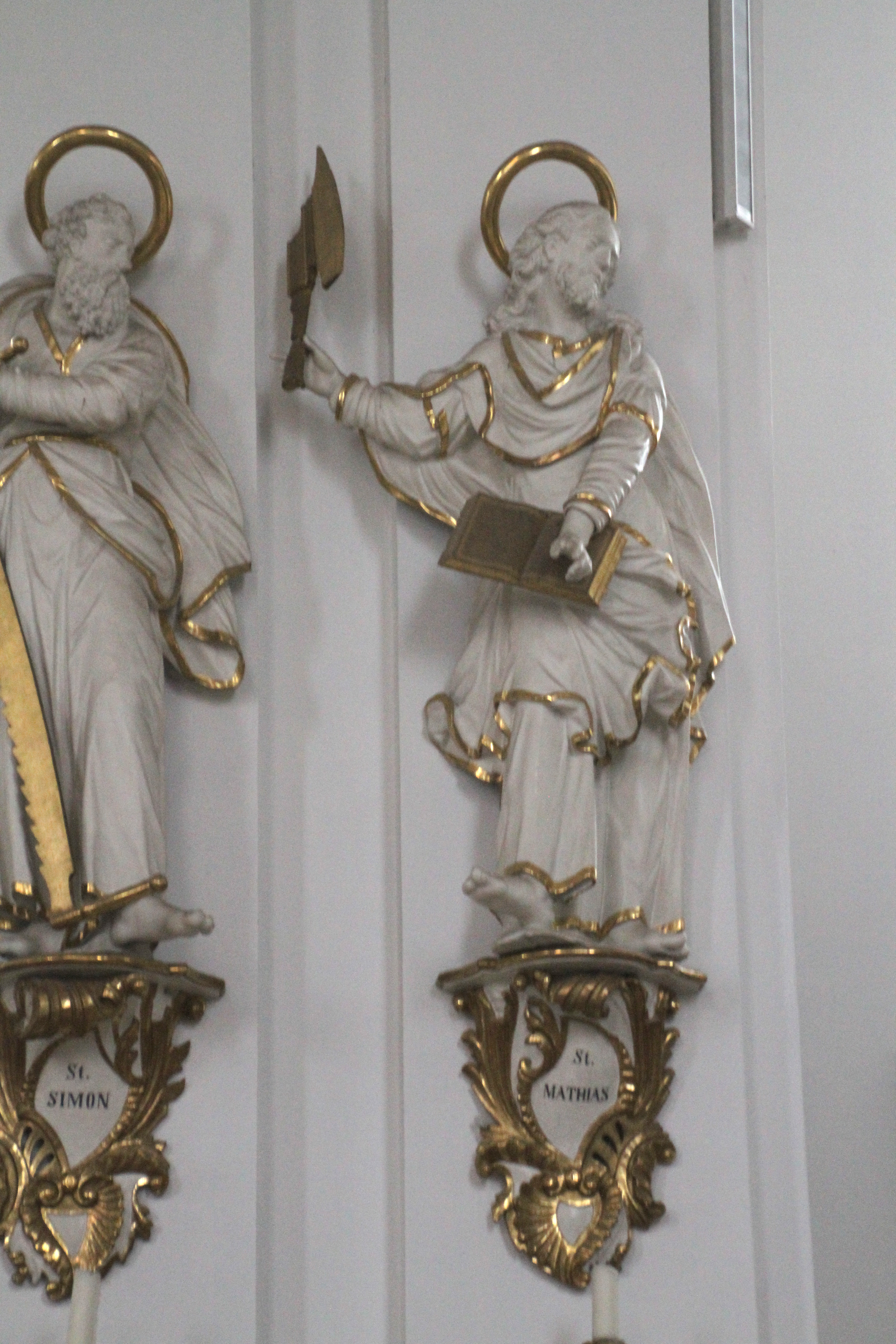
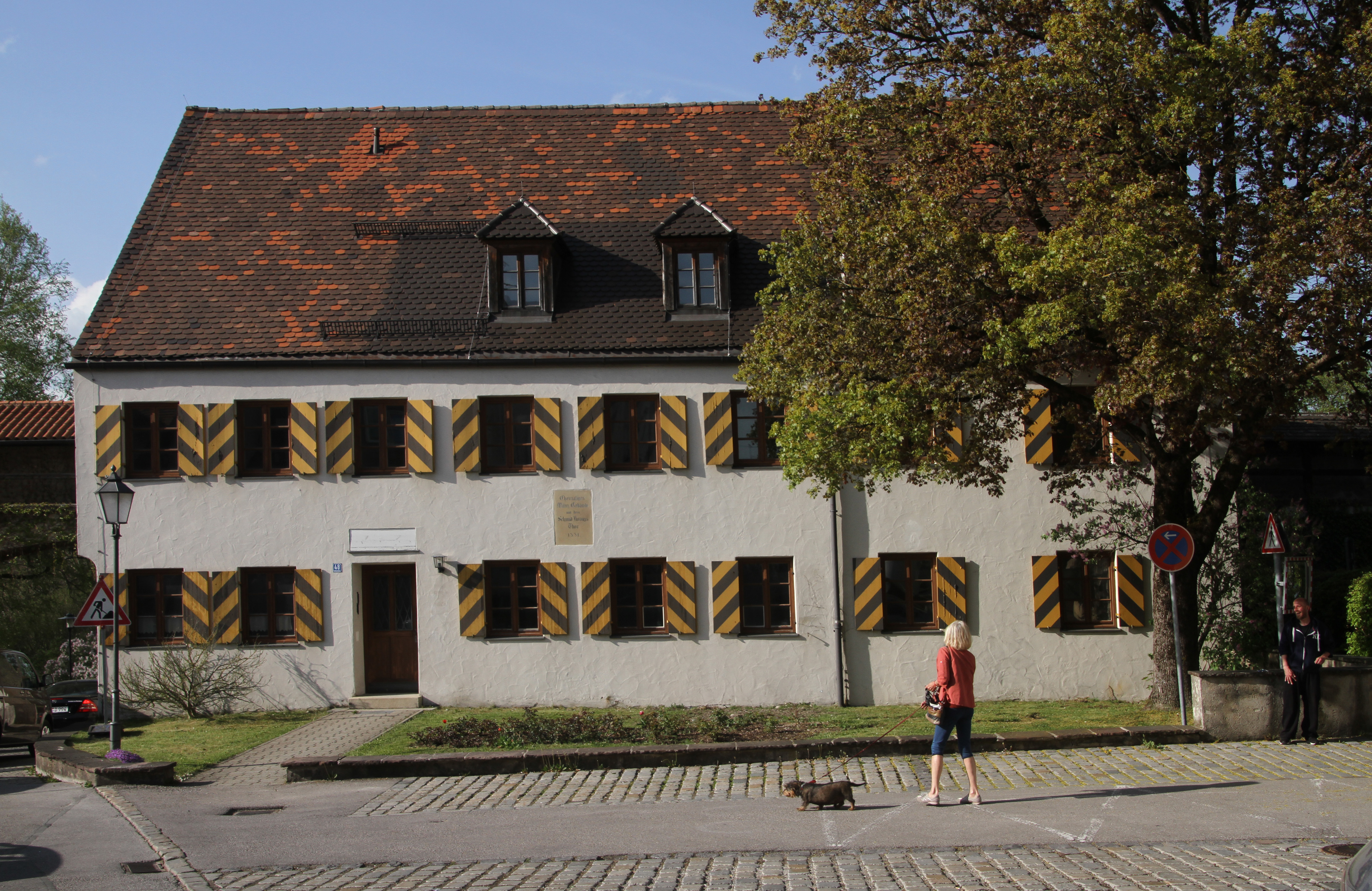